# Antonín Růsek
Antonín Růsek (Znojmo, 22 de marzo de 1999) es un futbolista checo que juega en la demarcación de delantero para el SK Sigma Olomouc de la Liga de Fútbol de la República Checa.

## Selección nacional
Tras jugar con la selección de fútbol sub-16 de República Checa, la sub-17, la sub-18, la sub-19, la sub-20 y la selección de fútbol sub-21 de República Checa, finalmente hizo su debut con la selección absoluta el 7 de septiembre de 2020 en un partido de la Liga de las Naciones de la UEFA contra Escocia que finalizó con un resultado de 1-2 a favor del combinado escocés tras los goles de Lyndon Dykes, y de Ryan Christie para Escocia, y de Jakub Pešek para la República Checa.

## Clubes
| Club              | País            | Año       | Partidos | Goles |
| ----------------- | --------------- | --------- | -------- | ----- |
| FC Zbrojovka Brno | República Checa | 2016-2017 | 3        | 0     |
| 1. SC Znojmo FK   | República Checa | 2017      | 15       | 5     |
| FC Zbrojovka Brno | República Checa | 2018-2021 | 97       | 27    |
| SK Sigma Olomouc  | República Checa | 2021-     | 68       | 13    |

## Palmarés

### Títulos nacionales
| Título                     | Club                | País            | Año  |
| -------------------------- | ------------------- | --------------- | ---- |
| Copa de la República Checa | S. K. Sigma Olomouc | República Checa | 2025 |